# World's Finest (comics, 2009)
World's Finest est la troisième série de comic américain à reprendre ce titre. Démarrée en décembre 2009, elle a été écrite par Sterling Gates et chaque numéro a été dessiné par un artiste différent : Julian Lopez pour le no 1, Ramon Bachs pour le no 2, Jamal Igle pour le no 3 et Phil Noto pour le no 4.

## Personnages
- Batman
- Superman
- Batgirl
- Supergirl
- Guardian (en)
- Robin
- Nightwing
- Red Robin

## Éditions reliées

### Éditions américaines
- 2010 : World's Finest, DC Comics.  (ISBN 978-1401227975)

### Éditions françaises
- 2011 : World's Finest (Panini Comics) : première édition française. Contient l'intégrale de la série.  (ISBN 978-2-8094-2013-5)